# Kaplica Dobrej Woli w Vernéřovicach
Kaplica Dobrej Woli w Vernéřovicach – kaplica  w miejscowości Vernéřovice, położonej w Czechach, w kraju hradeckim, w Sudetach Środkowych.
Nad wejściem do owalnej kaplicy kartusz z herbem klasztoru w Broumovie z inicjałami R.A.B. Rupertusa Smolíka (1886–1887) tamtejszego opata, kolejne dwie litery AB to skrót tytułu w j. łac. Abbas Braunensis - opat w Broumovie. Na kartuszu również data 1887.
Kaplica znajduje się po lewej stronie po wejściu na cmentarz w Vernéřovicach otoczony zabytkowym ogrodzeniem. Pośrodku stoi  kościół św. Michała Archanioła z lat 1719–1722 należący do broumovskiej grupy kościołów. Obok kaplicy stoi barokowa plebania w Vernéřovicach. Nad jej wejściem umieszczono kartusz z herbem opatów břevnovsko-broumovskich. Obecnie mieści urząd pocztowy

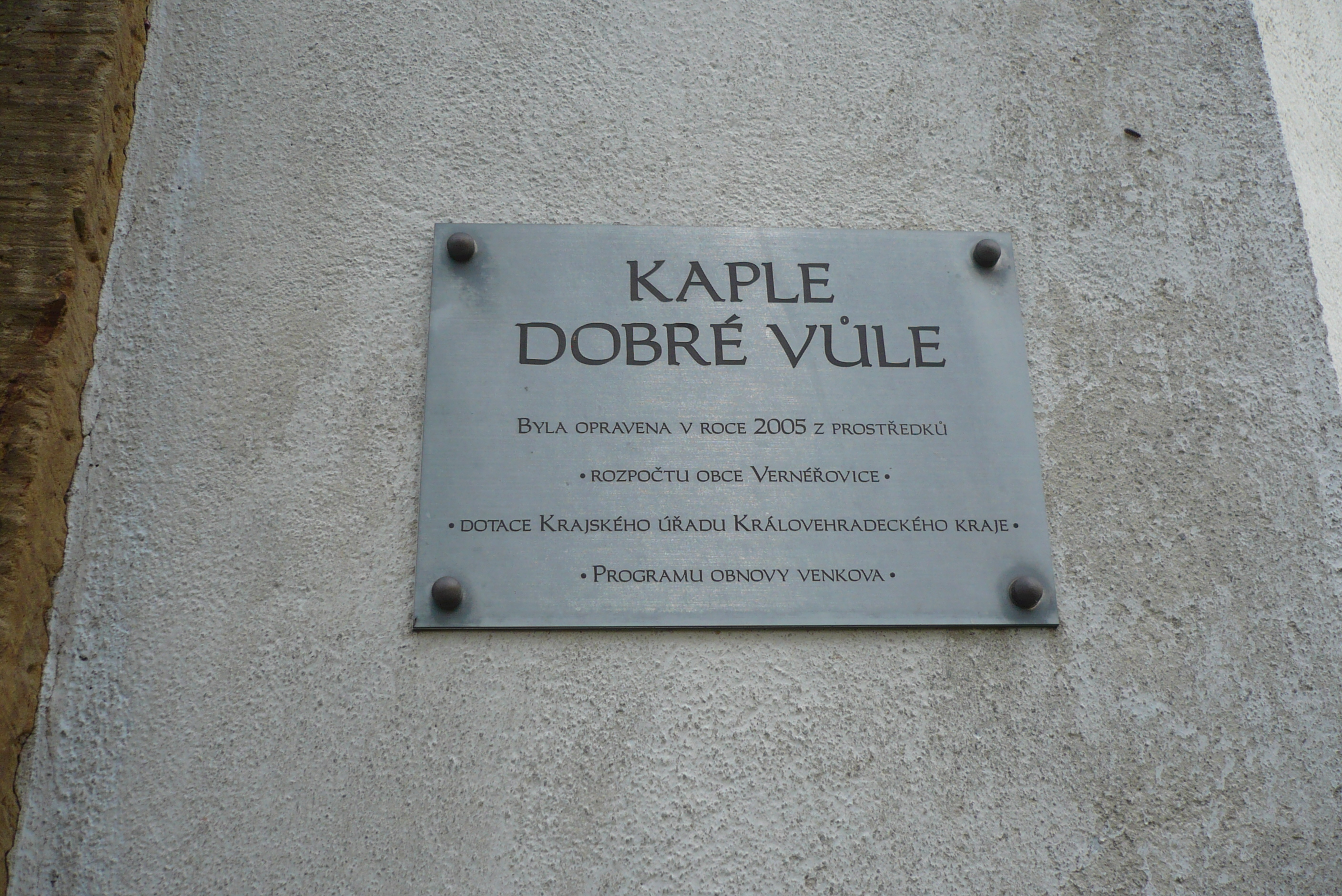
Tabliczka
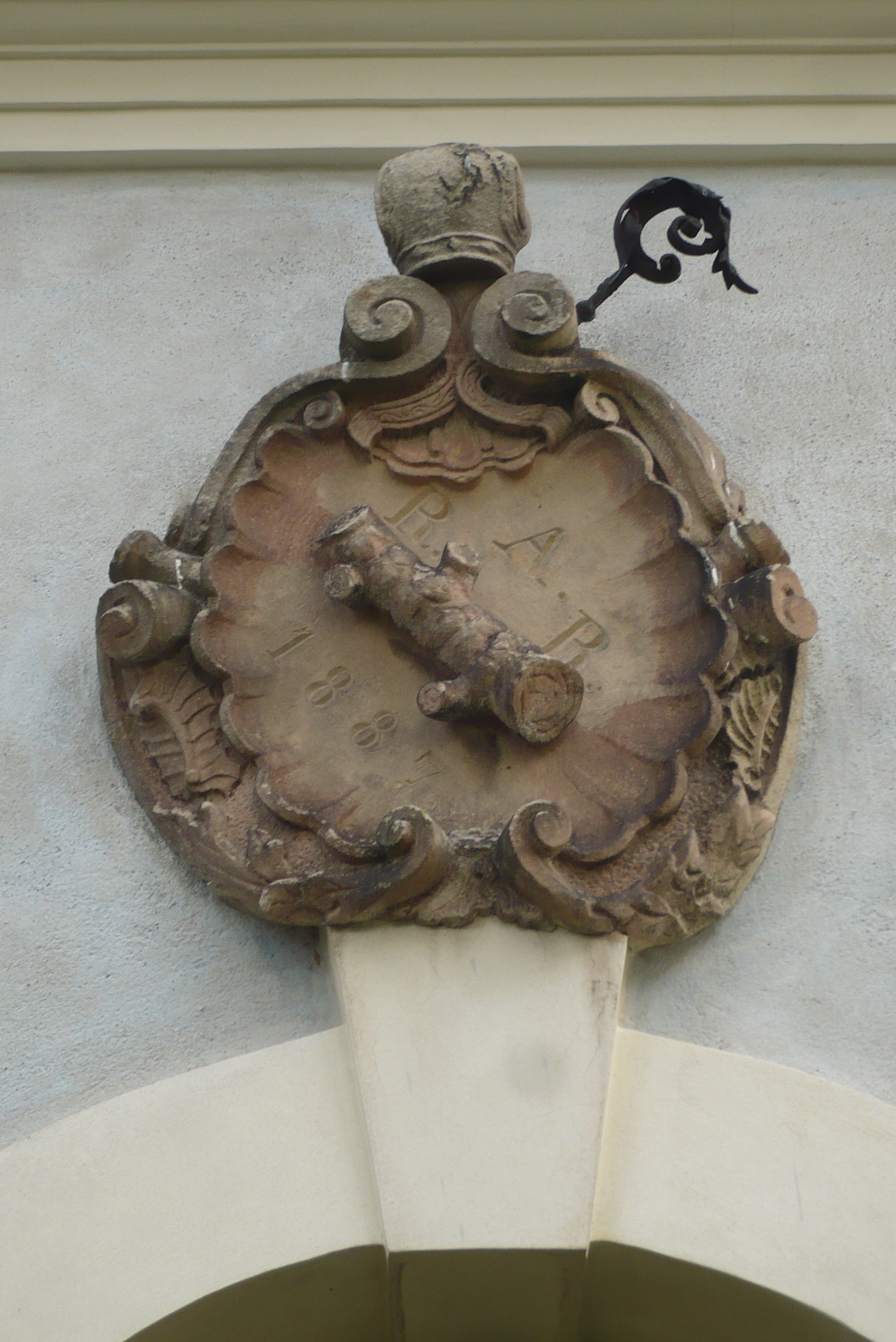
Kartusz z herbem
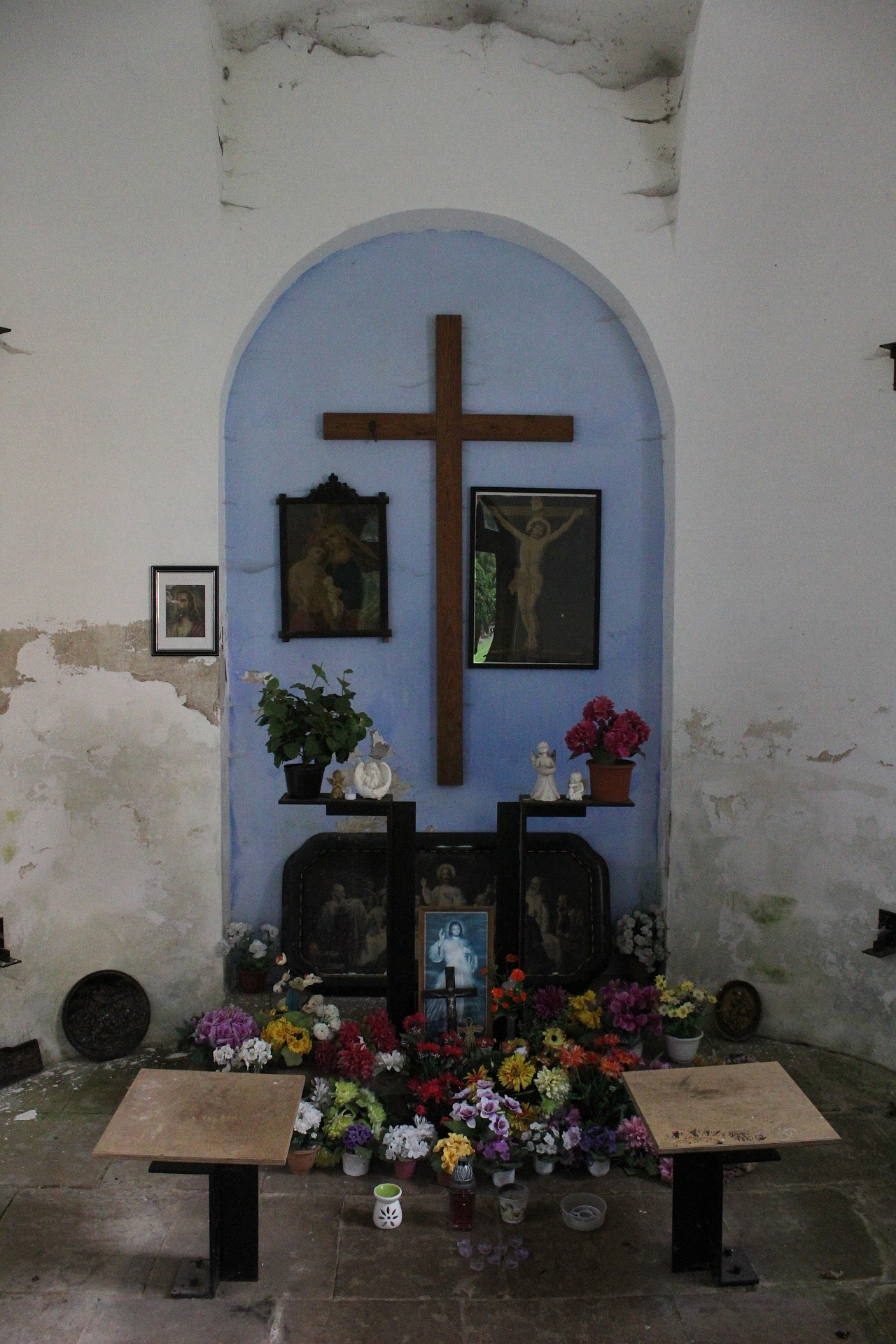
Wnętrze